# Bangun Sari (Gunung Megang)
Bangun Sari is een bestuurslaag in het regentschap Muara Enim van de provincie Zuid-Sumatra, Indonesië. Bangun Sari telt 2481 inwoners (volkstelling 2010).